# Bitva u Skalice (1424)
Bitva u Skalice či Bitva u České Skalice byla válečným střetem mezi spojenými oddíly východočeského husitského svazu pod velením slepého hejtmana Jana Žižky z Trocnova a vojskem východočeské katolické šlechty vedené Půtou z Častolovic a Janem Městeckým z Opočna během husitských válek, přesněji v mezidobí vyslání druhé a třetí křížové protihusitské výpravy. Přesné místo, kde se bitva 6. ledna 1424 odehrála, není známo, pravděpodobně to bylo nedaleko tvrze Velká Skalice, mezi  Českou Skalicí a Zlíčí ve východních Čechách. Bitva skončila husitským vítězstvím. Byl to jeden z posledních polních střetů vojsk pod velením hejtmana Žižky před jeho smrtí, k níž došlo deset měsíců poté.

## Pozadí
V červenci roku 1423 táborský hejtman Jan Žižka ovládl Hradec Králové, který byl součástí městského svazu pražanů. Pro tuto akci využil nepřítomnosti pražského vojska, jež se toho času nacházelo na Moravě. Po jeho urychleném návratu z markrabství se vojáci obou husitských frakcí utkali v bitvě u Strauchova dvora (4. srpna), v níž dosáhly triumfu Žižkovy oddíly. Slepý hejtman posléze začal formovat nový východočeský vojenský svaz, který se opíral o čtyři města (mimo Hradce Králové také Jaroměř, Dvůr Králové a Čáslav) a také o stálé polní vojsko. 
V polovině října téhož roku zástupci české metropole svolali do Prahy příslušníky umírněné kališnické a katolické šlechty k tzv. svatohavelskému sněmu. Přestože usnesení přijaté na tomto rokování nikoho nejmenuje, je patrné, že bylo namířeno zejména proti Žižkovi. Ten se mezitím dál věnoval boji s vnitřním nepřítelem a rozhodl se podniknout tažení po severovýchodních Čechách. Zaměřil se na skupinu katolických šlechticů, tzv. opočenskou stranu, kteří, jak se dozvěděl z listu od hradeckého Ambrože, na něho chystali atentát.

## Průběh střetu
O bitvě se zachovalo velmi málo kronikářských záznamů. Bitvu jen krátce zmiňují Staré letopisy české. Průběh a místo bitvy tedy historici pouze odhadují.    
Žižkovo vojsko o předpokládané síle několika tisíc mužů vyzbrojených mj. bojovými vozy, postupovalo od Hradce přes Jaroměř snadno prostupným terénem při řece Labe a posléze proti proudu Úpy. Proti nim spojili své síly Půta z Častolovic, Jan Městecký z Opočna, Hynek Červenohorský z Dubé a Arnošt Černčický z Kácova. Postupovali od severu údolím Úpy a pravděpodobně chtěli Žižku napadnout za pochodu. Žižka se stáhl na návrší poblíž tvze Velká Skalice, která byla v majetku kališníka Viktorina Bočka z Kunštátu, stejně jako nedaleké městečko Skalice, a mohla husitům sloužit jako opěrný bod. Útok katolických pánů nebyl úspěšný, Žižkovo vojsko podle všeho přešlo do protiútoku a zahnalo katolická vojska na útěk.
Podle jiné teorie se Žižka krátce před 6. lednem utábořil na návrší v místech pozdější polohy centra města Česká Skalice, pro nějž se následně vžil termín Žižkův kopec. Odtud se vydal severním směrem a s katolickým vojskem se střetl v místech lesa Dubno.
Nevidomý Žižka patrně bitvu řídil za asistence Jana Hvězdy z Vícemilic, který byl s koncem jeho kariéry jeho nejbližším druhem[zdroj?]. Katolíci byli poraženi a stáhli se pak zpět na jimi kontrolované území dále od Hradce.   
Přesné zprávy o počtech zúčastněných či padlých bojovníků nejsou dochovány, lze však předpokládat, že na katolické straně došlo během střetu k větším ztrátám. Ve Starých letopisech je zmiňováno, že někteří z panského vojska padli do zajetí.

## Důsledky
Po husitském vítězství následovalo plenění a vypalování východočeských sídel po dobu několika měsíců. 5. března se Žižka pokusil podrobit si Hostinné, avšak jeho útok na hradby se nezdařil, od dalších operací proti městu proto upustil. O několik dní později Žižka dobyl tvrz Mlázovice, kde zabil Jana Černína, jenž v bitvě u Týnce údajně vlastní rukou usmrtil Matěje Lupáka, blízkého spolupracovníka kněze Ambrože z Hradce. Následně přitáhl ke Smidarům, dobyl je a vypálil. Poté odtáhl na Jičínsko a Bydžovsko a počátkem května zorganizoval velkou výpravu na Plzeňsko. Své poslední bitvy se zúčastnil v květnu 1424 u Malešova poblíž Kutné Hory, ve které jeho vojsko opět zvítězilo. 
S vojskem pak v září přitáhl Žižka ku Praze, kde bylo dosaženo smíru mezi husitskými frakcemi. Bezprostředně poté se v doprovodu svého nejbližšího druha Jana Hvězdy z Vícemilic vydal se svým vojskem na tažení na Moravu. 11. října 1424 pak během obléhání Přibyslavi zemřel.